# Callum Hendry
Callum David Hendry (Lytham St Annes, 8 dicembre 1997) è un calciatore scozzese, attaccante del MK Dons.

## Biografia
È il figlio dell'allenatore ed ex calciatore Colin Hendry.

## Statistiche

### Presenze e reti nei club
Statistiche aggiornate al 23 novembre 2022.
| Stagione             | Squadra              | Campionato           | Campionato | Campionato | Coppe nazionali | Coppe nazionali | Coppe nazionali | Coppe continentali | Coppe continentali | Coppe continentali | Altre coppe | Altre coppe | Altre coppe | Totale | Totale |
| Stagione             | Squadra              | Comp                 | Pres       | Reti       | Comp            | Pres            | Reti            | Comp               | Pres               | Reti               | Comp        | Pres        | Reti        | Pres   | Reti   |
| -------------------- | -------------------- | -------------------- | ---------- | ---------- | --------------- | --------------- | --------------- | ------------------ | ------------------ | ------------------ | ----------- | ----------- | ----------- | ------ | ------ |
| 2017-2018            | St. Johnstone        | SP                   | 5          | 0          | CS+CdL          | 0               | 0               | -                  | -                  | -                  | -           | -           | -           | 5      | 0      |
| lug.-ago. 2018       | St. Johnstone        | SP                   | 1          | 0          | CS+CdL          | 0+2             | 0+1             | -                  | -                  | -                  | -           | -           | -           | 3      | 1      |
| ago. 2018-gen. 2019  | Brechin City         | SL1                  | 12         | 1          | CS+CdL          | 0               | 0               | -                  | -                  | -                  | SCC         | 0           | 0           | 12     | 1      |
| gen.-giu. 2019       | St. Johnstone        | SP                   | 11         | 2          | CS+CdL          | 0               | 0               | -                  | -                  | -                  | -           | -           | -           | 11     | 2      |
| 2019-2020            | St. Johnstone        | SP                   | 20         | 7          | CS+CdL          | 3+4             | 1+1             | -                  | -                  | -                  | -           | -           | -           | 27     | 9      |
| 2020-feb. 2021       | St. Johnstone        | SP                   | 16         | 0          | CS+CdL          | 0+6             | 0+2             | -                  | -                  | -                  | -           | -           | -           | 22     | 2      |
| feb.-giu. 2021       | Aberdeen             | SP                   | 12         | 2          | CS+CdL          | 3+0             | 1+0             | UEL                | -                  | -                  | -           | -           | -           | 15     | 3      |
| lug.-set. 2021       | St. Johnstone        | SP                   | 3          | 0          | CS+CdL          | 0+2             | 0               | UEL+UECL           | 2+1                | 0                  | -           | -           | -           | 8      | 0      |
| set. 2021-gen. 2022  | Kilmarnock           | SC                   | 13         | 4          | CS+CdL          | 0               | 0               | -                  | -                  | -                  | SCC         | 2           | 1           | 15     | 5      |
| gen.-giu. 2022       | St. Johnstone        | SP                   | 16+2       | 7+1        | CS+CdL          | -               | -               | UEL+UECL           | -                  | -                  | -           | -           | -           | 18     | 8      |
| Totale St. Johnstone | Totale St. Johnstone | Totale St. Johnstone | 72+2       | 16+1       |                 | 17              | 5               |                    | 3                  | 0                  |             | -           | -           | 94     | 22     |
| 2022-2023            | Salford City         | FL2                  | 17         | 2          | FACup+CdL       | 2+1             | 0               | -                  | -                  | -                  | EFLT        | 3           | 1           | 23     | 3      |
| Totale carriera      | Totale carriera      | Totale carriera      | 126+2      | 25+1       |                 | 23              | 6               |                    | 3                  | 0                  |             | 5           | 2           | 159    | 34     |